# Peintures chrétiennes en Nubie médiévale

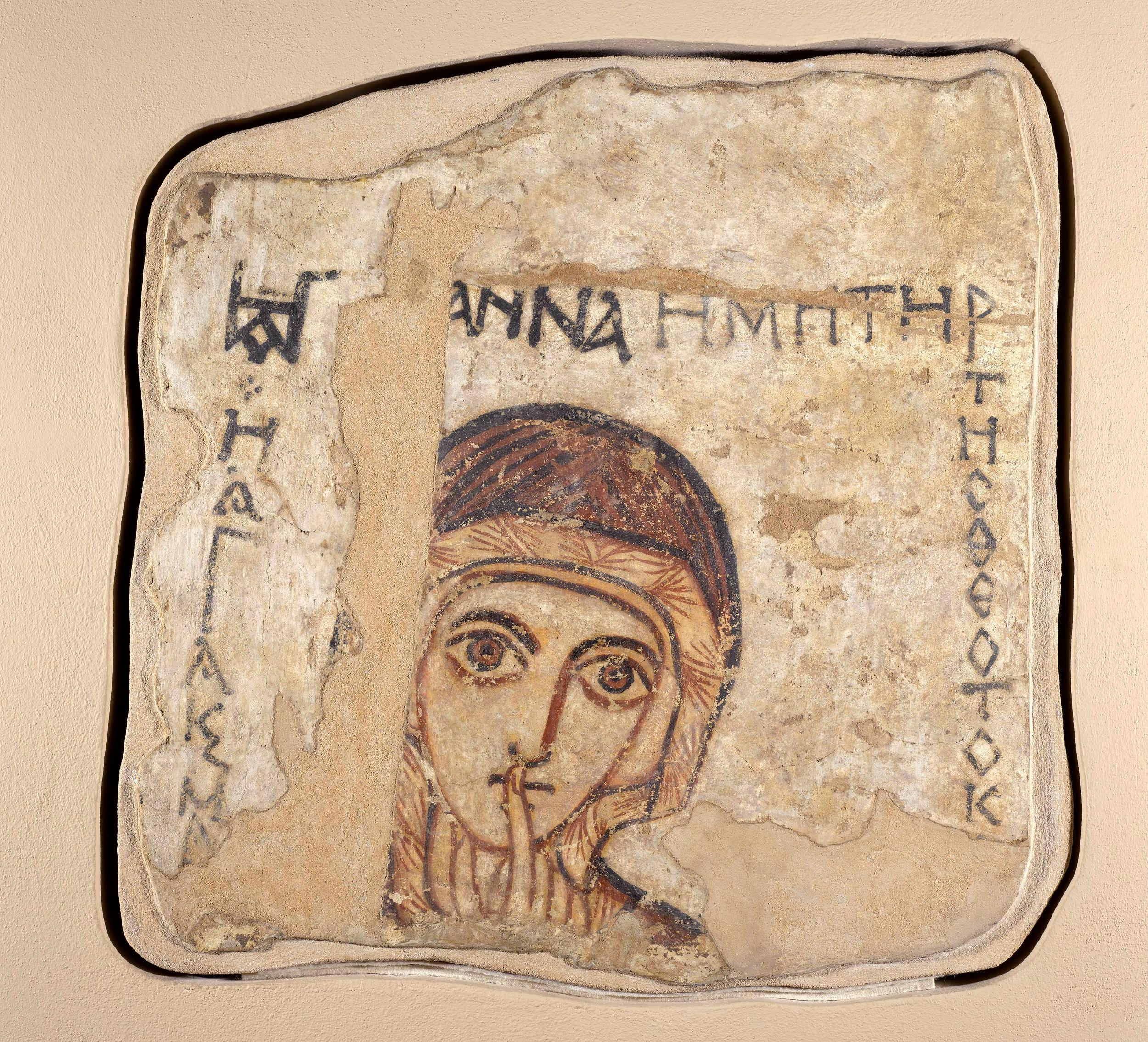
Sainte Anne (IXe siècle, Faras)

La peinture murale chrétienne et l'architecture sont les expressions artistiques les plus notables en Nubie médiévale. Composée essentiellement de décors d'édifices chrétiens, elle est surtout religieuse. Initialement influencée par les styles byzantins, elle s'autonomise au fil des siècles.

## Découverte
Au XVIIIe siècle, Frédéric Louis Norden décrit l'ancien temple égyptien d'Amada (Basse Nubie) en 1738 et mentionne sa décoration chrétienne. Durant la première moitié du XXe siècle, Francis Llewellyn Griffith réalise des copies des peintures de Faras, et d'Abd al Gadir puis Ugo Monneret de Villard rédige son ouvrage La Nubia Mediaevale où il relate les résultats de la Mission archéologique qu'il a menée en Nubie de 1929 a 1934, il y décrit l' " église des Anges " à Tamit. 
C'est surtout à partir des campagnes archéologiques organisées par l'Unesco, lors de la mise en eau du barrage d'Assouan, que fut réellement révélée la richesse de cette peinture, en particulier lorsque les fouilles de la cathédrale de Faras permirent de découvrir une multitude d'œuvres peintes en couches successives sur les murs de l'édifice.
À partir de cette époque, de nombreux sites nubiens sont fouillés et le catalogue des peintures connues s'enrichit d'année en année. Le nombre d'édifices religieux découverts (cathédrales, monastères, églises) et décorés de peintures murales s'élève à près de 60, les sites les mieux préservés étaient souvent recouverts de sable avant leur mise au jour : Faras, Abdallah Nirqi, Sonqi Tino, Old Dongola, monastère Kom-H de Old Dongola, Banganarti ...
Souvent altérées, souvent incomplètes les œuvres permettent néanmoins de découvrir l'originalité de cette peinture et la maîtrise technique de ses artistes.

## Iconographie
La quasi-totalité des sujets traités sont religieux (Christ, Vierge Marie, Trinité, saints, évangélistes, anges et archanges). Les dignitaires (rois, éparques, évêques), rarement seuls, leur sont souvent associés. Les personnages, présentés de face, sont les thèmes iconographiques dominants. Les scènes relatant des épisodes particuliers de la bible ou des évangiles semblent relativement rares. 

### Le Christ
Les représentations du Christ sont nombreuses et généralement conforme au thème du Christ pantocrator (la main droite levée et les évangiles sous la main gauche) : debout ou en majesté sur un trône à l'égal d'un empereur romain ; dans une mandorle, au centre de la croix et associé au Tétramorphe (maiestas crucis). Il porte généralement un chiton pourpre, couleur royale dans l'antiquité, parfois, c'est une robe blanche couverte d'yeux, attributs du Christ selon l'Apocalypse de Saint Jean (Christ en majesté sur un trône, Faras). Le Christ a toujours la peau claire, est barbu et auréolé d'un nimbe cruciforme. 
Quelques scènes présentent le Christ dans des épisodes tirés des évangiles : 
- Au monastère Kom-H d'Old Dongola, deux anges assistent à son baptême par Saint Jean-Baptiste.
- Dans la Cathédrale de Faras, un ensemble de peintures murales décrivent le cycle de la Passion[8],[9].
- A Old Dongola, un Christ Emmanuel, debout piétine un serpent, allégorie du diable (VIIIe ou IXe siècle)[10].

Comme d'autres figures religieuses, il est parfois protecteur d'un dignitaire.   

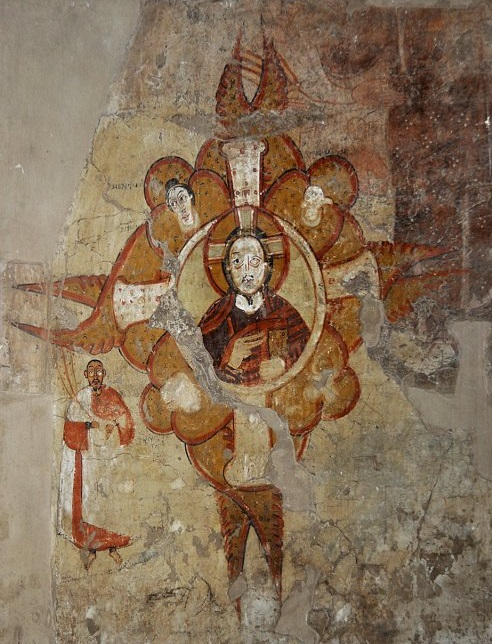
Christ Pantocrator entouré du Tétramorphe (Xe siècle) - Église d'Abdallah n Irqi. Musée d'Assouan, Égypte
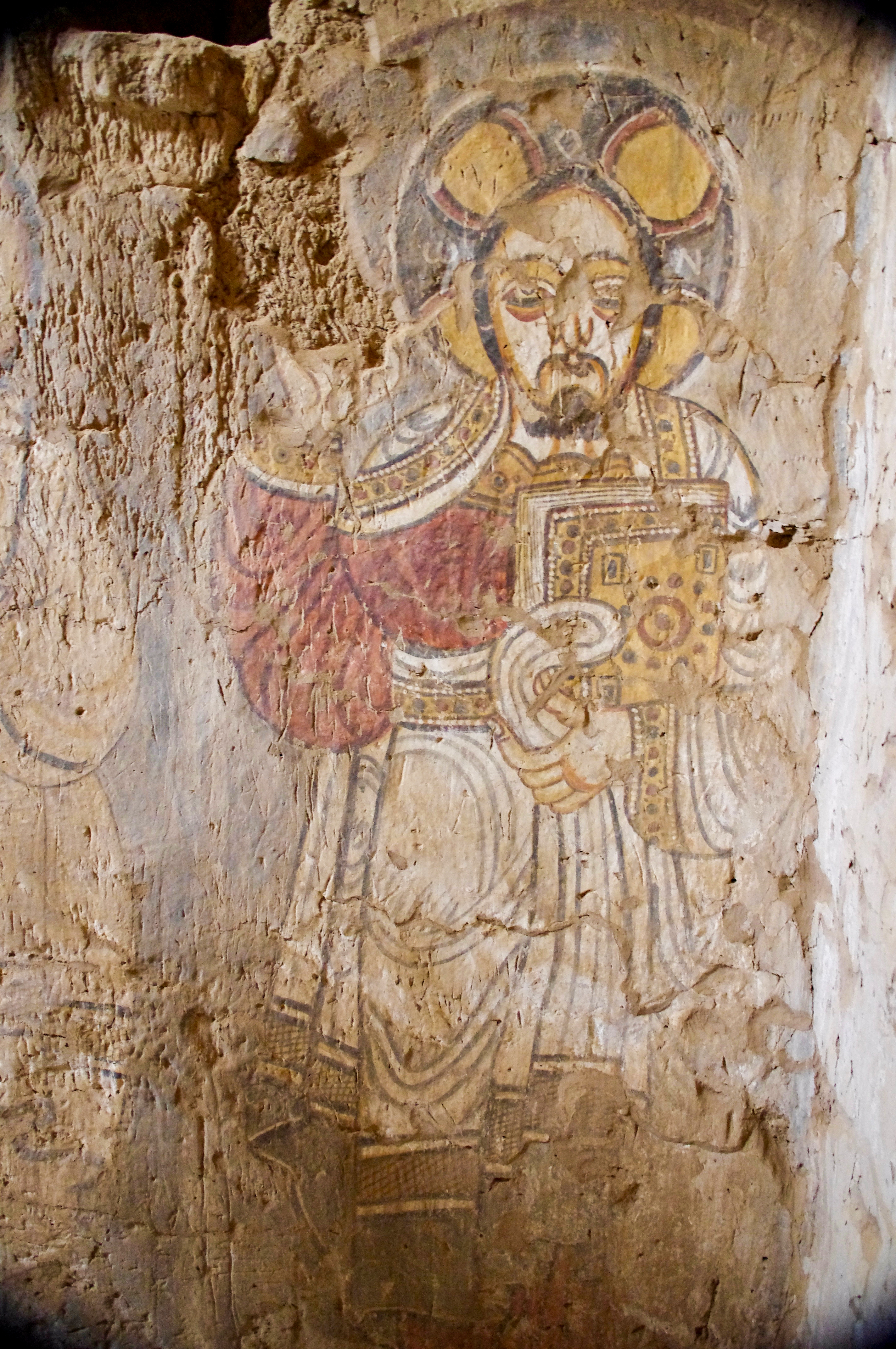
Debout, monastère d'Old Dongola
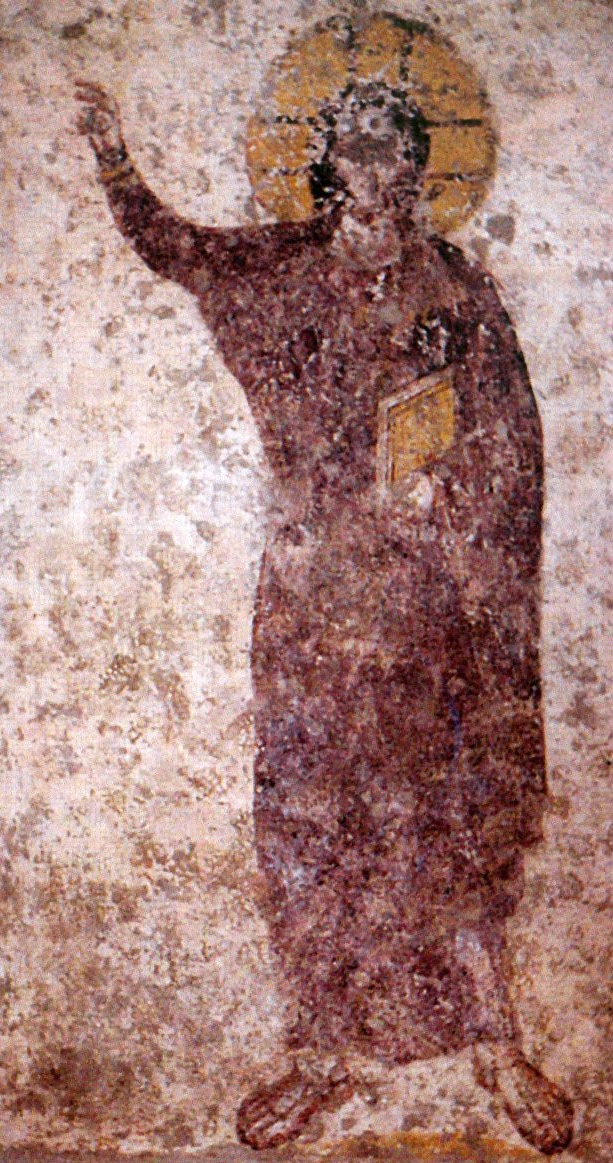
Bénissant (VIIe siècle, Abu Oda)
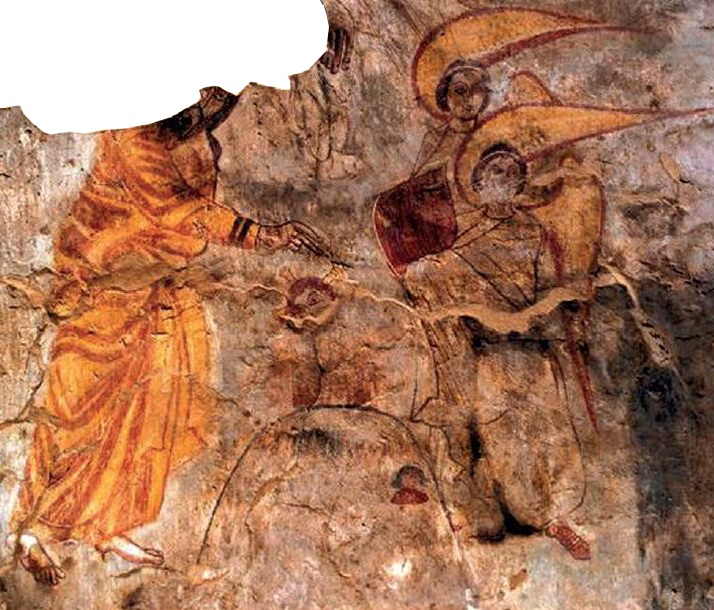
Baptême du Christ (XIIe ou XIIIe siècle, monastère Kom-H)
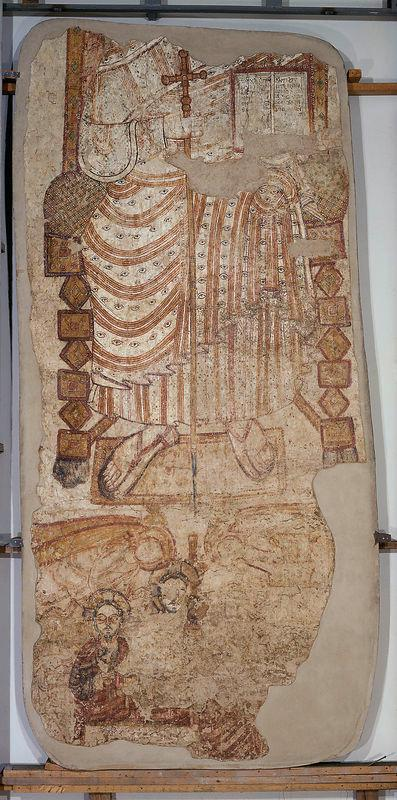
En majesté sur un trône (Xe siècle, Faras)

### La Trinité
Le Christ apparait également dans la symbolisation de la Trinité : le Père, le Fils et le Saint-Esprit y sont figurés de façon identique, souvent analogues à un Christ. Chaque personnage est barbu ou non, et auréolé d'un nimbe cruciforme. La Trinité est également protectrice de dignitaire. 
La Trinité ne serait apparue qu'à partir du Xe siècle, mais elle est fréquente dans l'ensemble des édifices chrétiens (Faras, Abd el Gadir, Sonqi Tino, monastère Kom-H d'Old Dongola). Compte tenu de l'abondance de ce thème au sein du monastère Kom-H, Stefan Jakobielski pense que celui ci aurait pu lui être dédié.

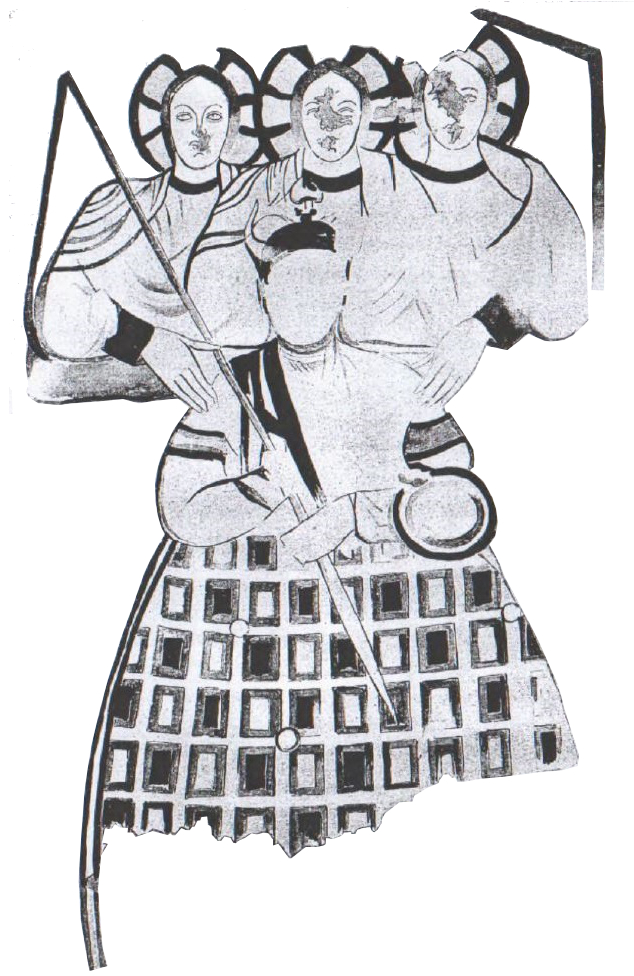
La Trinité protégeant un dignitaire (XIIe siècle, Faras)

### Anges et archanges
En Nubie chrétienne, les Archanges sont protecteurs. Dans la première représentation de ce thème, l'Archange est peint à côté du dignitaire (église centrale d'Abdallah–n Irqi), une main posée sur son épaule et le protégeant de son aile. Cette représentation est fréquente dans l'art byzantin (par exemple à Ravenne). Dans une version plus répandue et absente dans les peintures byzantines, l'archange se tient derrière le dignitaire et le domine de sa grande taille (Cathédrale de Faras). Deux autres compositions évoquent cette protection, dans l'une, le dignitaire est placé sur l'aile de l'Archange (monastère Kom-H d'Old Dongola), dans l'autre l'archange se tient dans un tondo à côté du dignitaire (temple de Wadi el-Sebua).

Les Archanges Raphaël, Michel et Gabriel sont les plus représentés. L'Archange Raphaël est le guide et le protecteur du fidèle nubien (référence au Livre de Tobie). Le grand site de pèlerinage de Banganarti lui est dédié. L'Archange Saint-Michel est le protecteur de la communauté, chassant les démons,. Anges et Archanges faisaient l'objet d'un véritable culte, en tant qu'intermédiaires entre Dieu et les hommes.

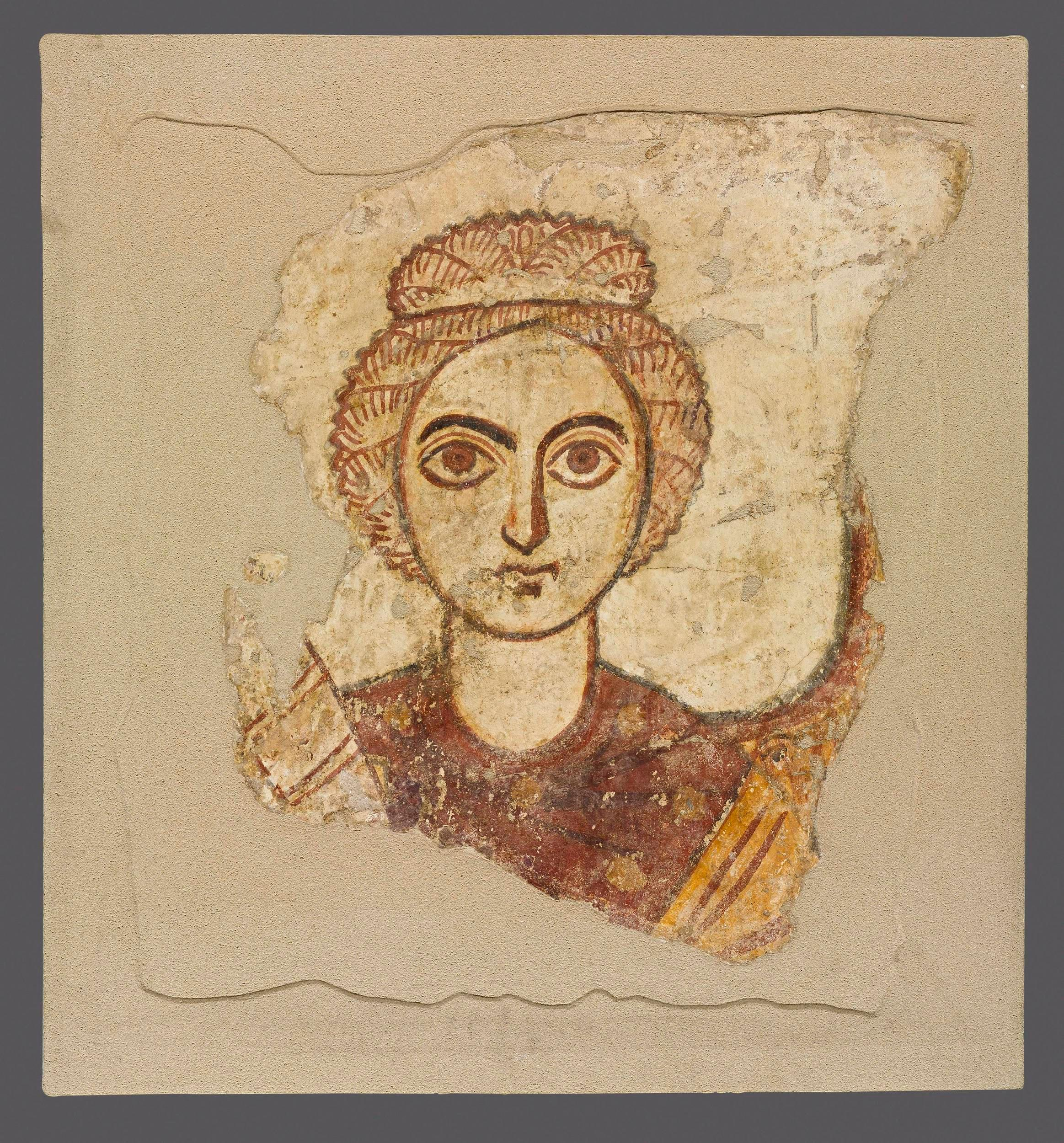
Archange Saint-Michel (IXe siècle, Faras)
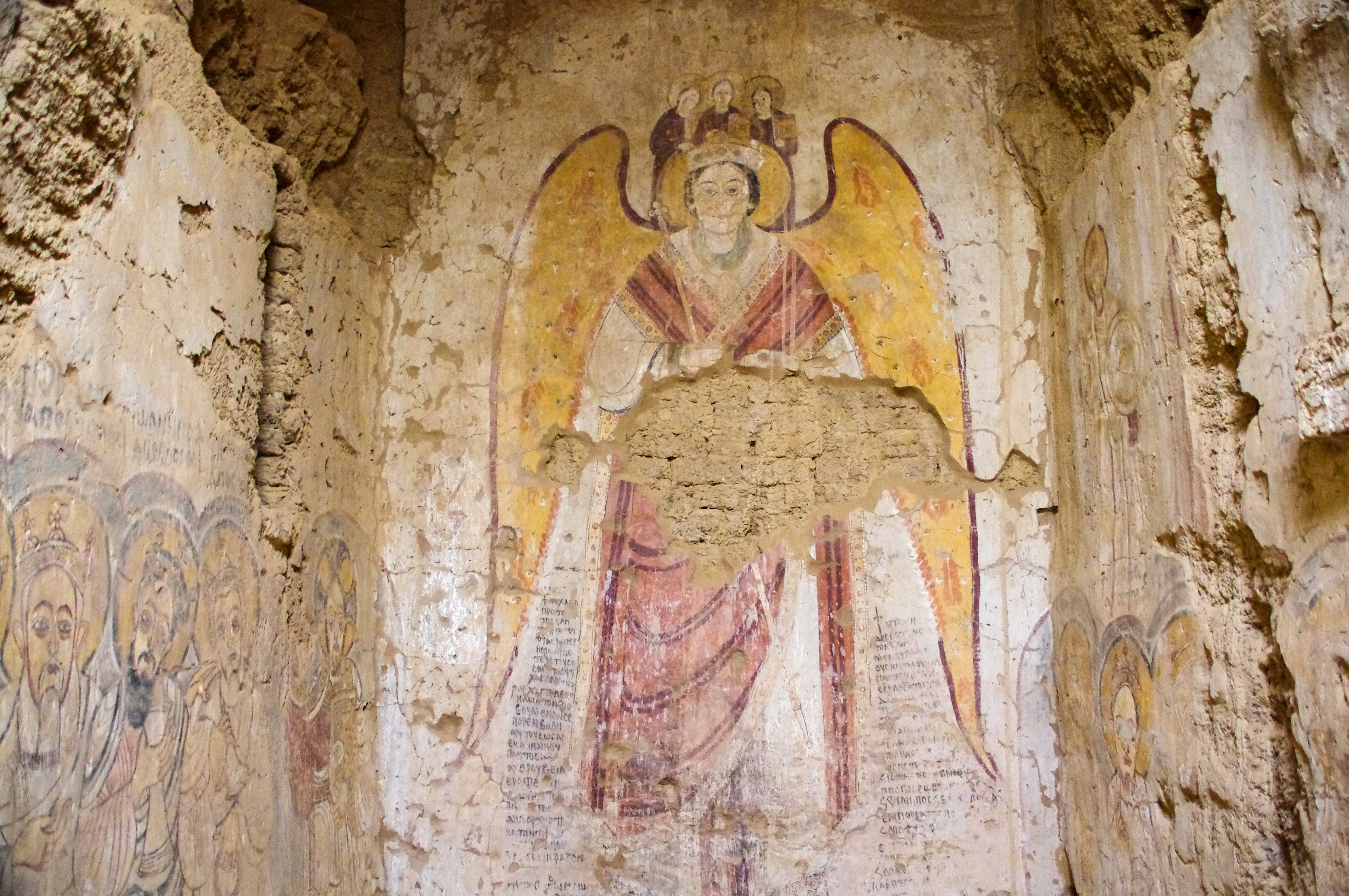
Archange surmonté de la Trinité (Old Dongola)
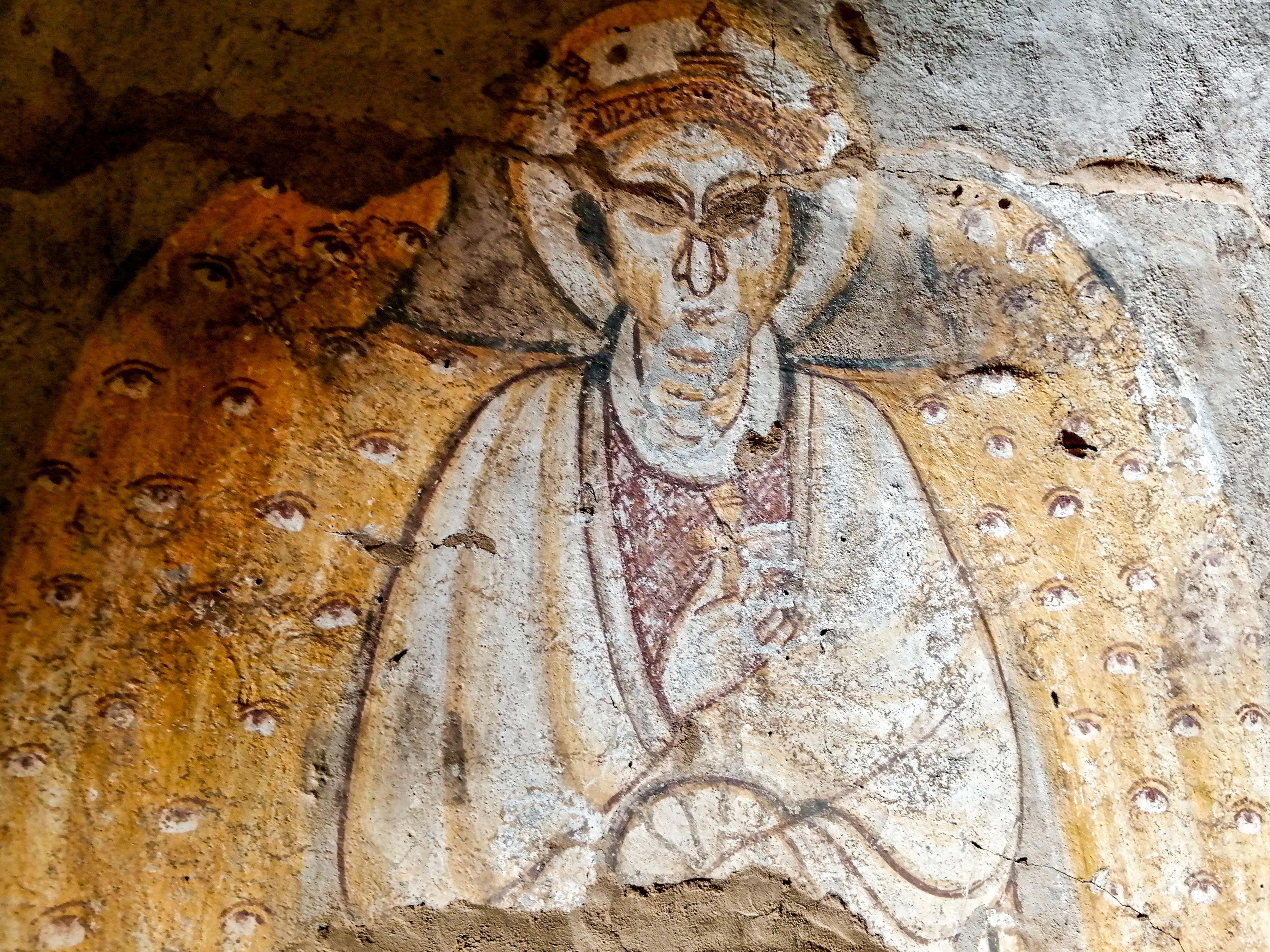
Archange, les ailes ornées d'yeux (Old Dongola)
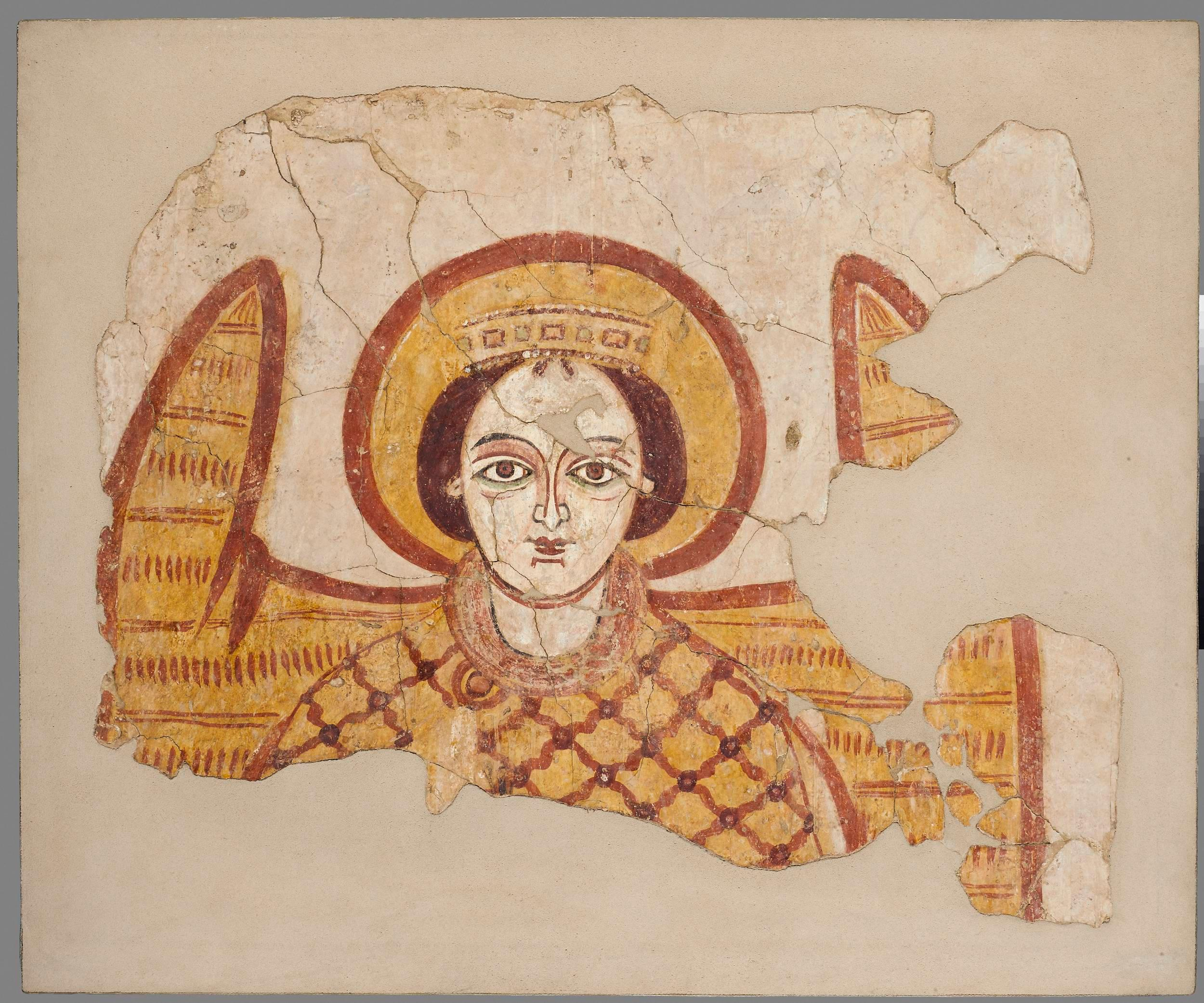
Archange Saint-Michel (Xe siècle, Faras)
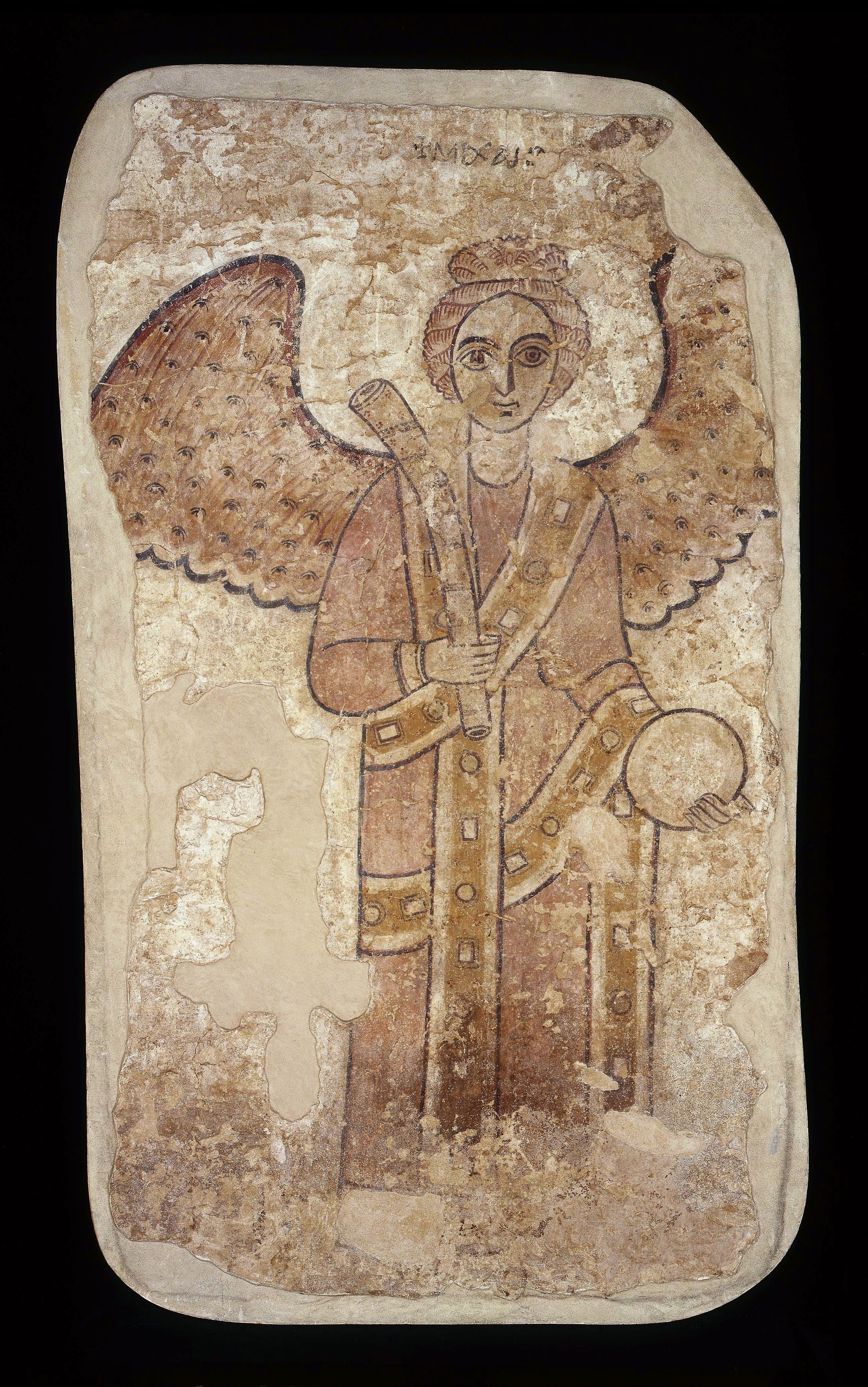
Archange Saint-Michel (IXe siècle, Faras)

### Saintes et saints
Parmi les saintes et les saints, la Vierge Marie est particulièrement vénérée, elle est glorifiée en majesté dans l'abside de la cathédrale de Faras. On la contemple dans la plupart des édifices en Vierge à l'enfant (de types Odigitria, Éléousa ou Galaktotrophousa), et parfois en majesté. Dans la scène de la nativité, elle est couronnée et entourée d'anges. La Vierge protège les dignitaires (Faras). 
Les thèmes de la descente de croix ou de la Piéta sont peu représentés dans la peinture nubienne (un seul exemplaire du cycle de la Passion a été découvert dans la cathédrale de Faras).

Excepté la Vierge Marie, il semble que la seule sainte présente dans le corpus nubien soit Sainte-Anne.

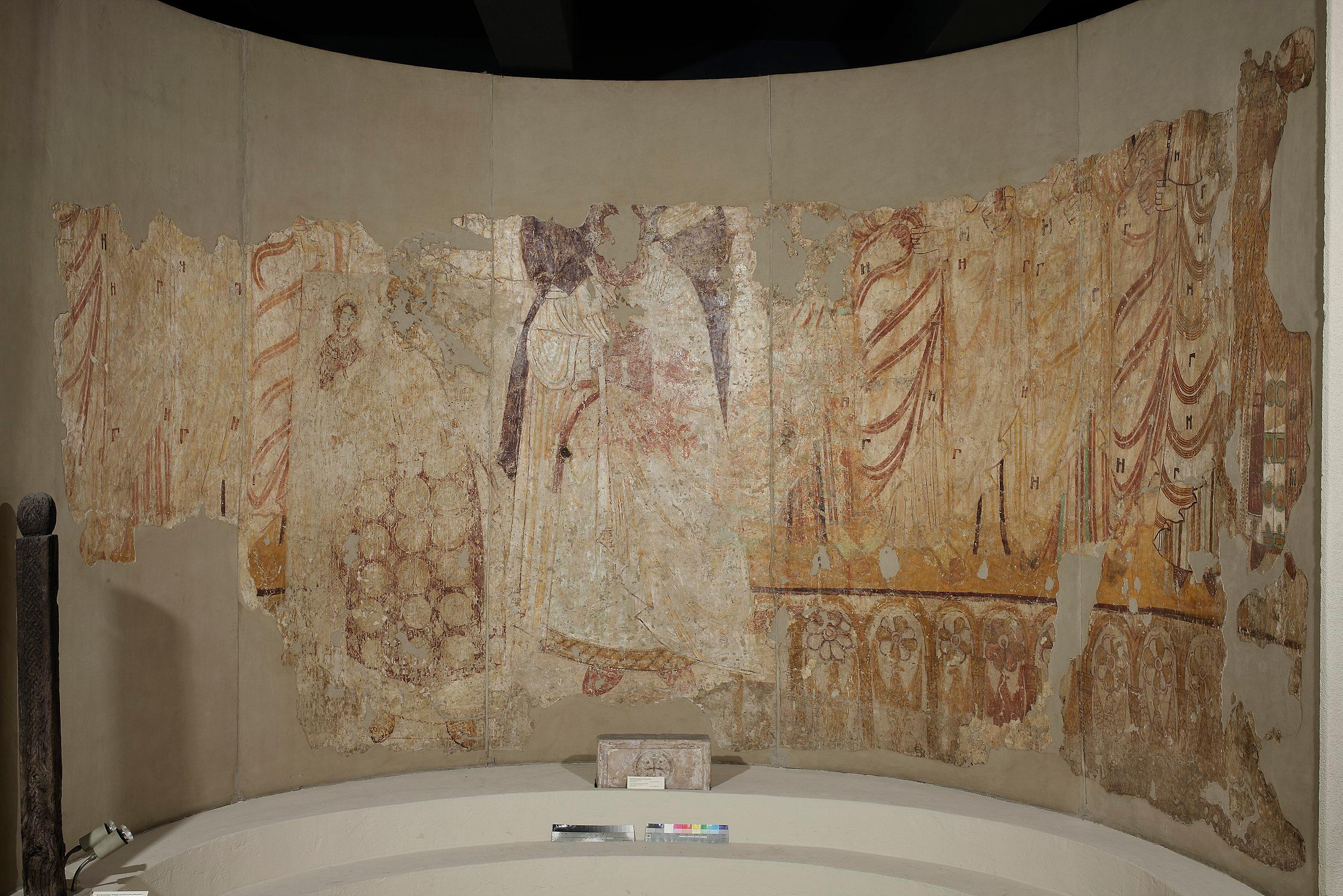
Vierge à l'enfant entourée des douze apôtres (abside de la Cathédrale de Faras)
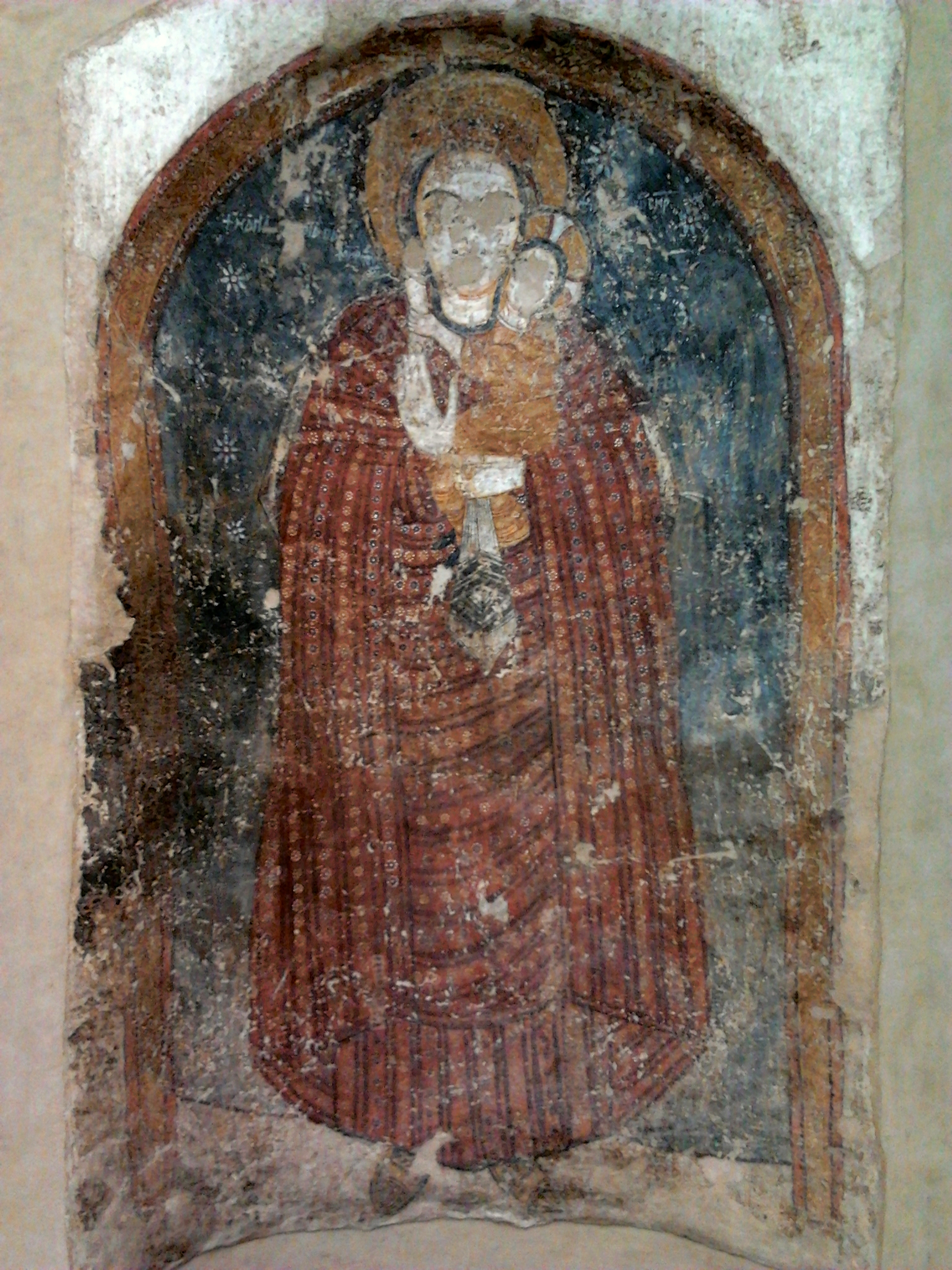
Vierge à l'enfant (Xe siècle, Faras)
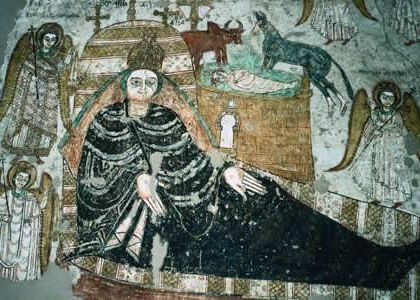
Nativité (XIe siècle, Faras)
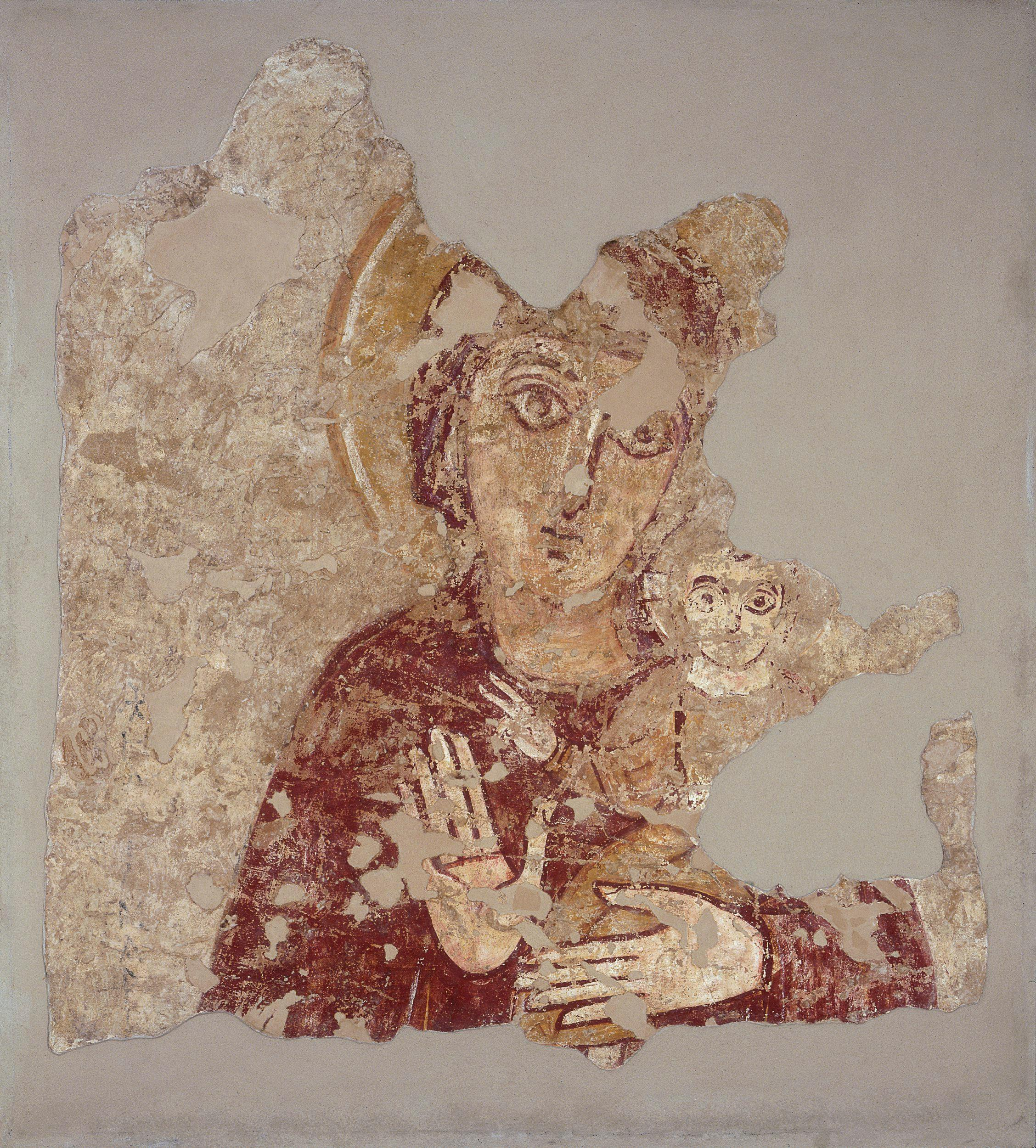
Vierge à l'enfant (IXe siècle, Faras)

De nombreux saints sont présents sur les murs des édifices religieux, beaucoup sont des saints vénérés dans l'église copte :
- prophètes (Saint Jean-Baptiste, le roi David, ...),
- anochorètes (Saint Onuphre, Saint Ménas, Saint Ammonius, ...),
- personnages ecclésiastiques et pères de l'église (Saint stephen, Saint Jean-Chrysostome, Saint Psoté, Saint Pacôme, Saint Cyprien, Saint Ignace, ...)
- saints guérisseurs (Saint Côme, Saint Damien, ...).

Le culte des saints est influencé par la crainte du diable, les saint guerriers, souvent à cheval, sont chargés de chasser les incarnations du diable (serpents, créatures monstrueuses, personnage envoûté, voire des ennemis). Saint-Michel en est le plus caractéristique mais d'autres saints ont également ce rôle (Saint georges, Theodore Stratelates, Merkourios, Epimachos, Phoibammon, Solomon),,.

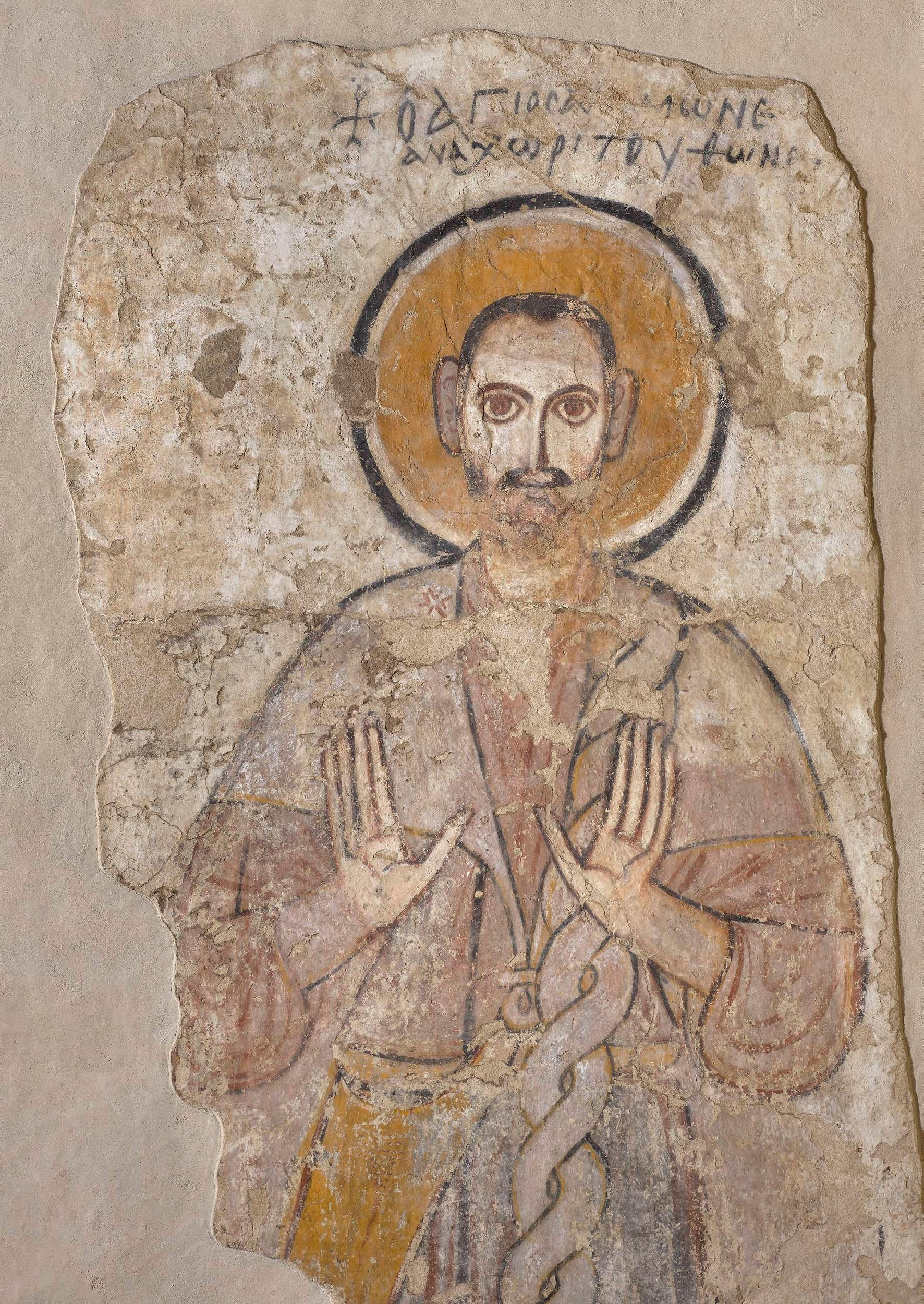
Saint Ammonios (Xe siècle, Faras)
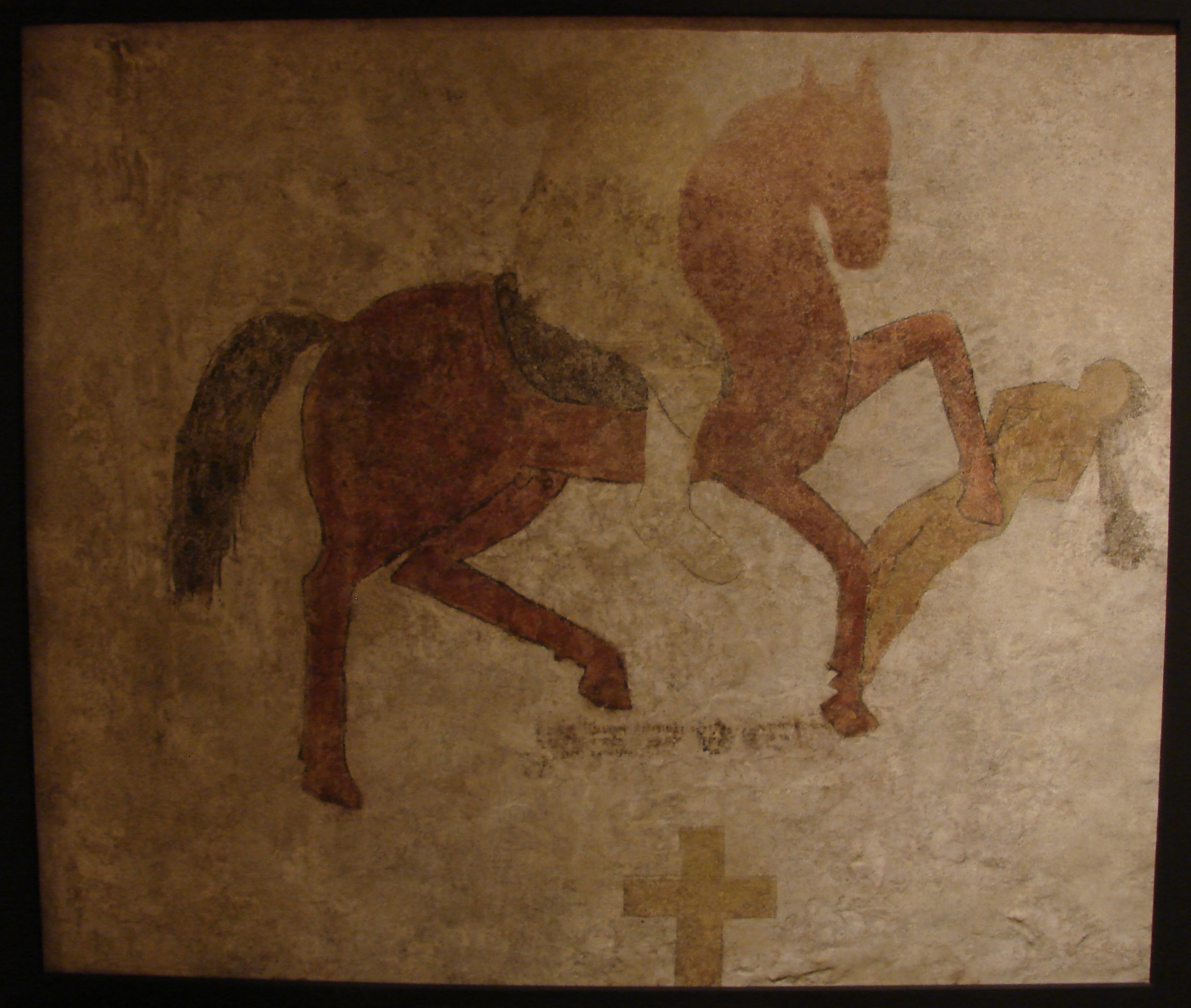
Saint guerrier terrassant un démon (Banganarti)
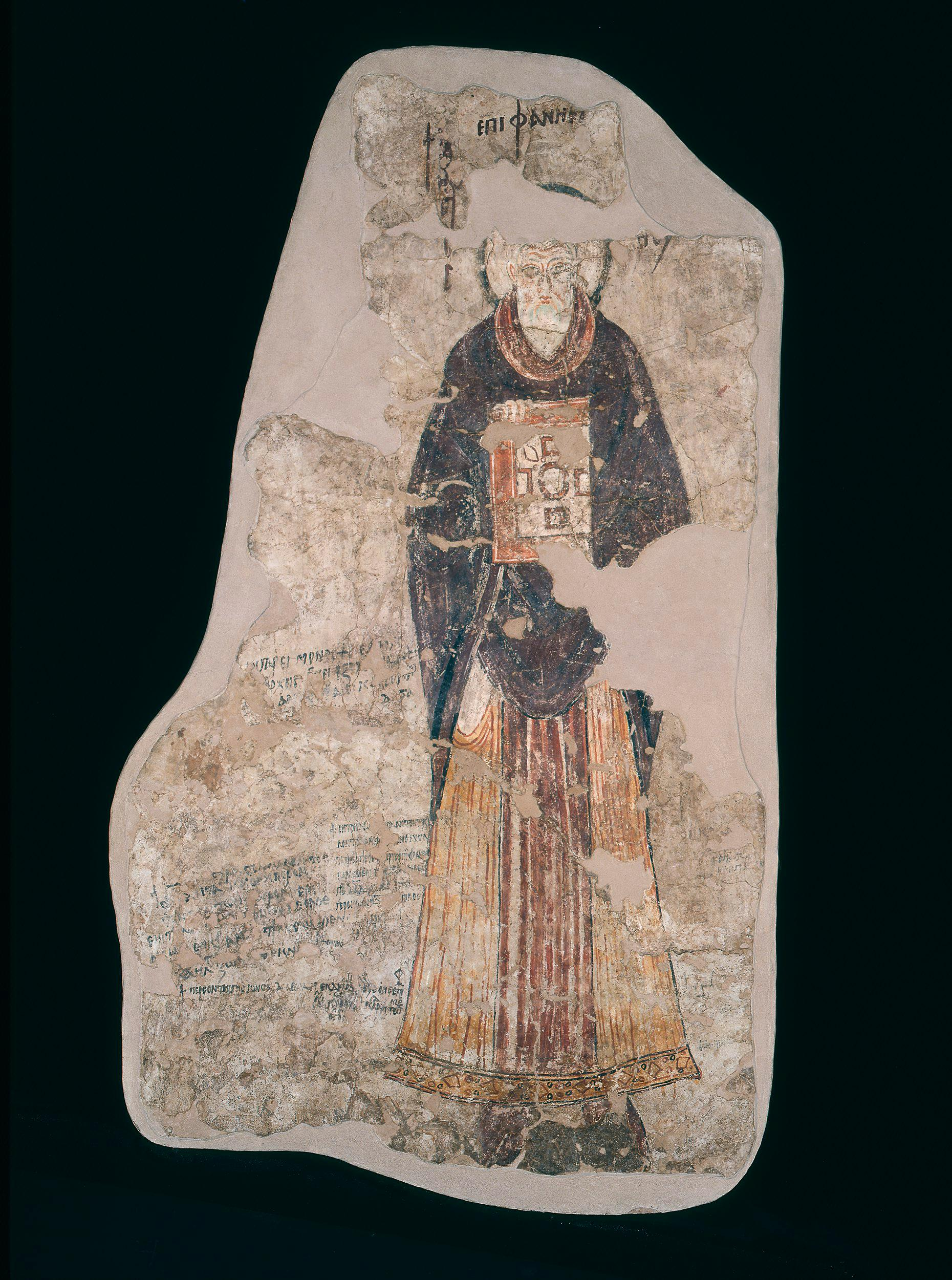
Saint Epiphanius, évêque (XIIIe siècle, Faras)
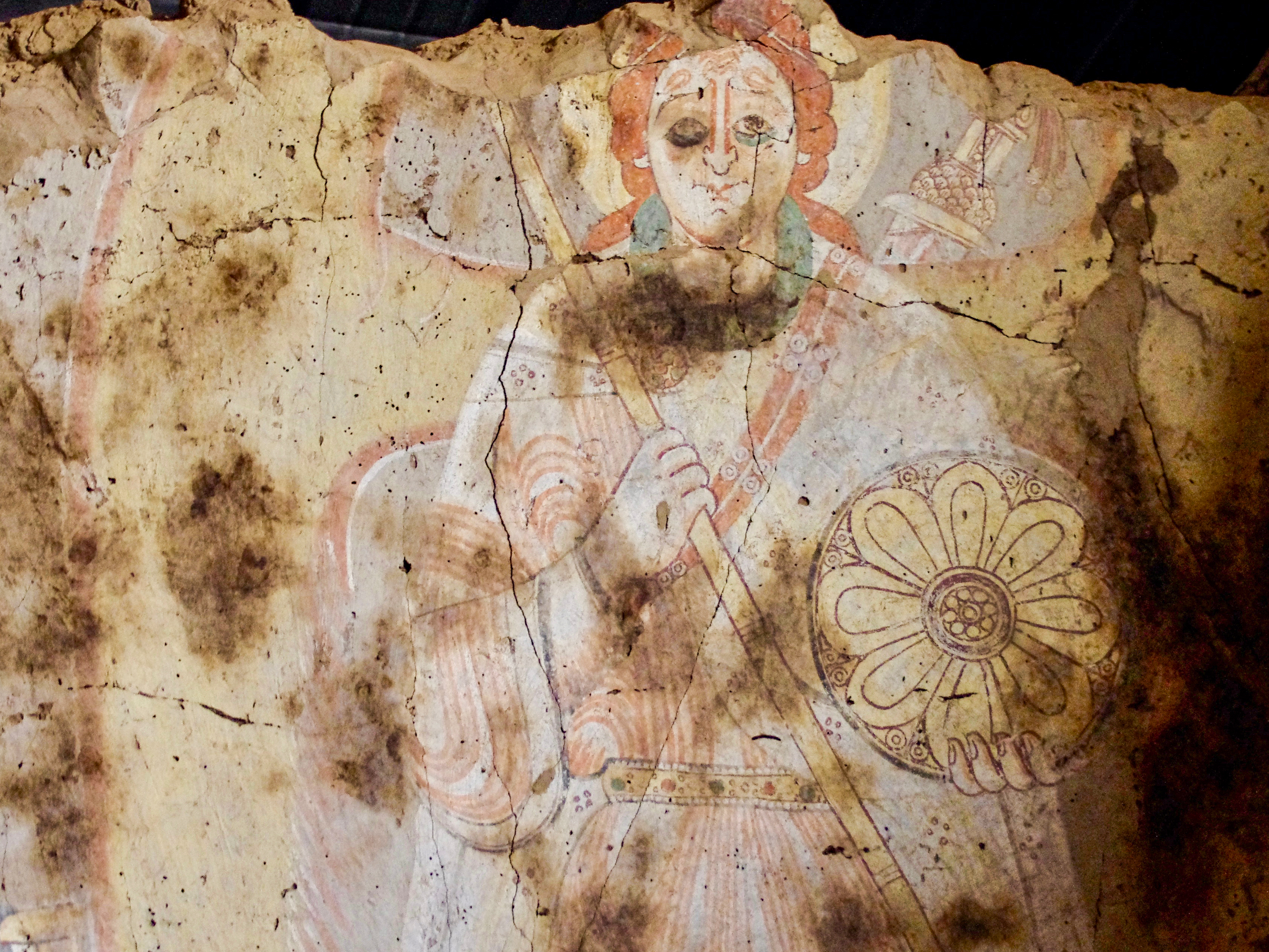
Saint Michel ? (Old Dongola)
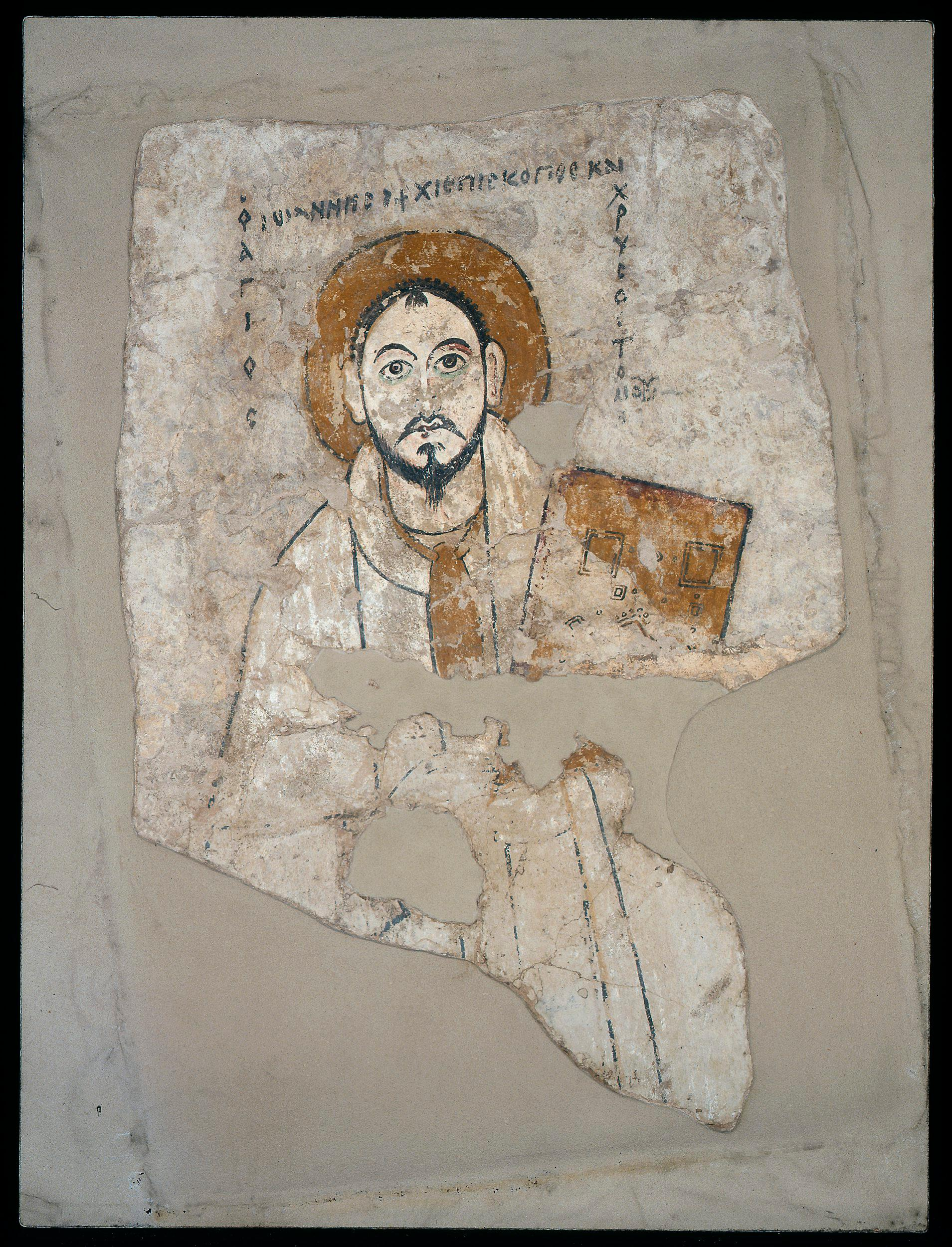
Saint Jean-Chrysostome (IXe siècle, Faras)
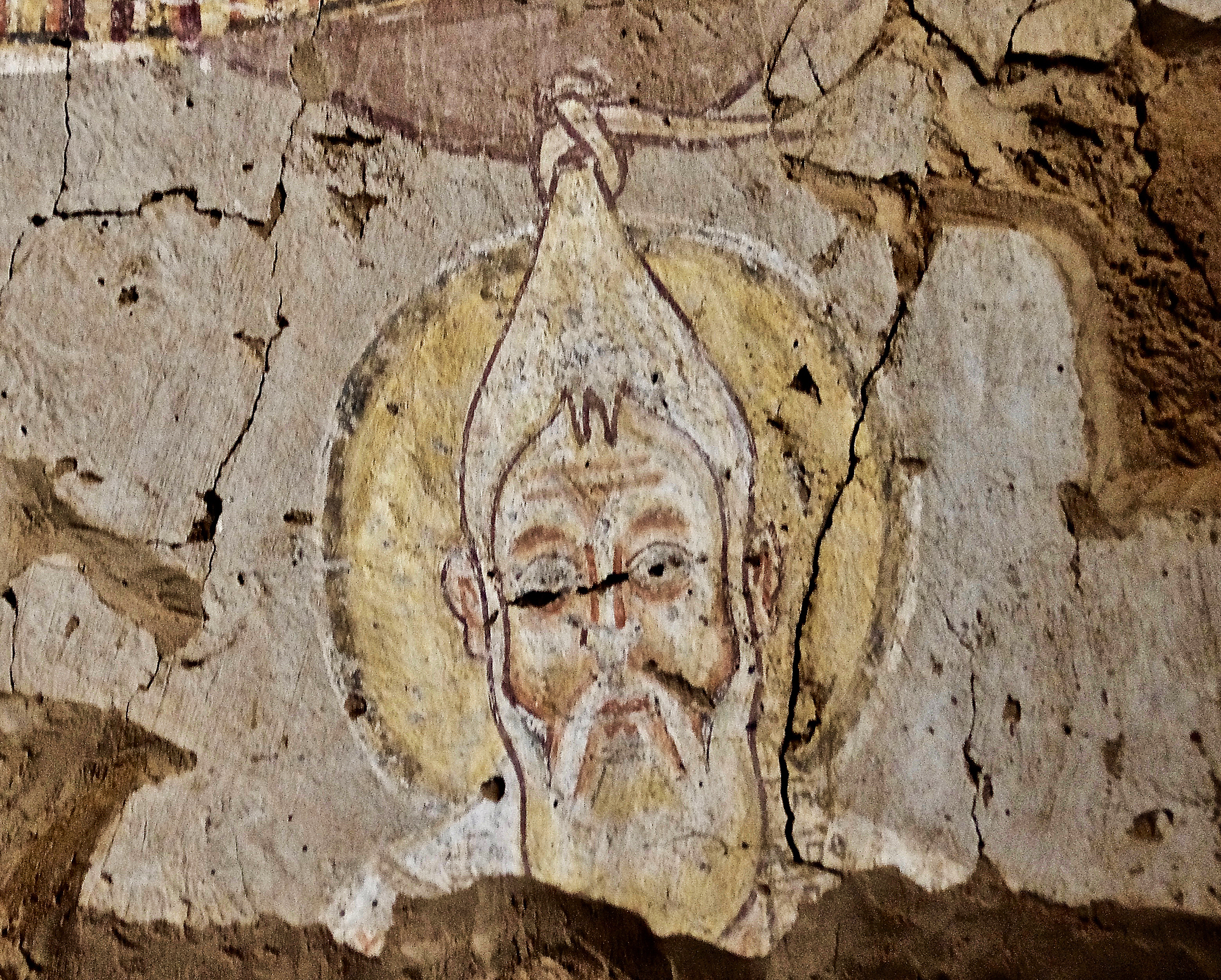
Figure de saint (Old Dongola)
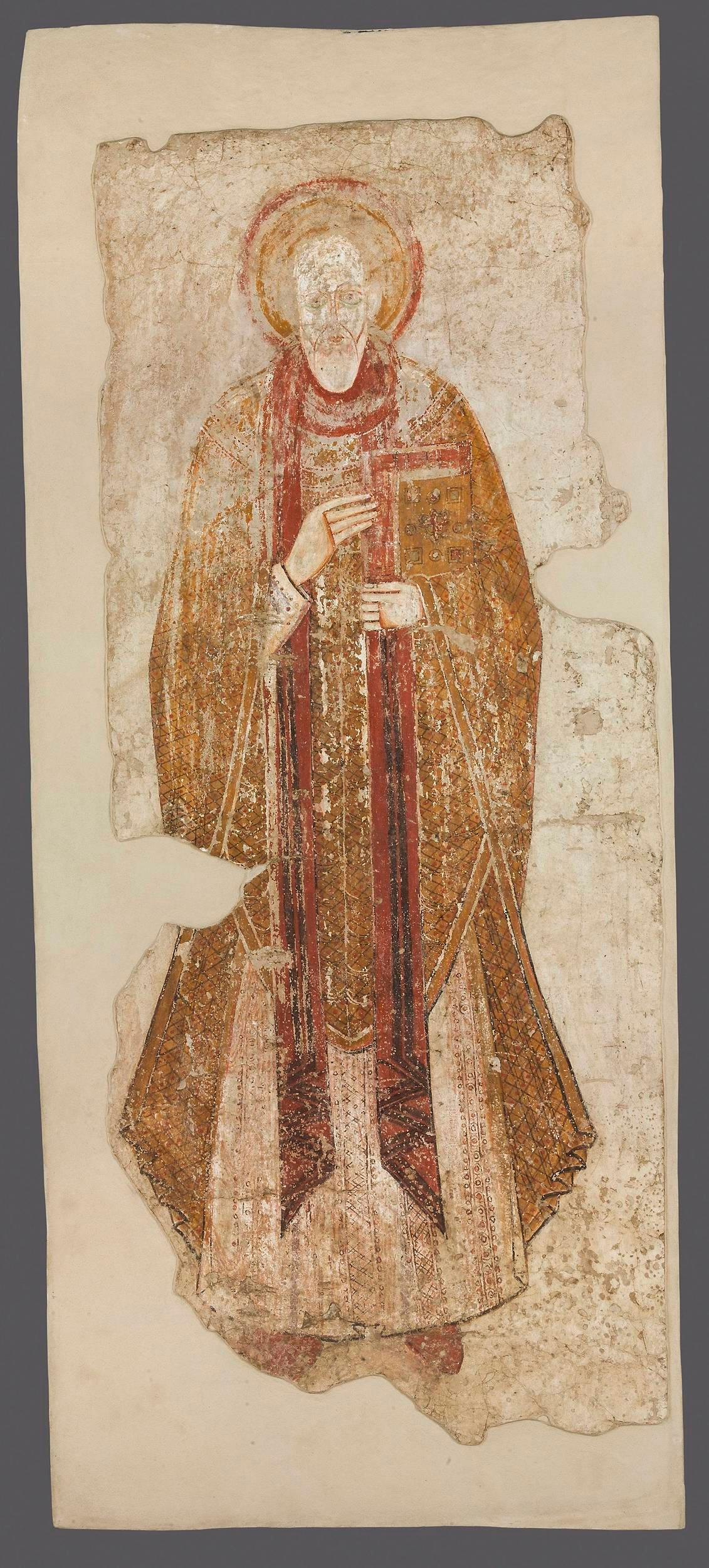
Saint évêque (Xe siècle, Faras)

Comme le Christ, la Trinité, la Vierge Marie ou les Archanges, les saints sont également protecteurs de dignitaires.

### Les dignitaires
A l'image de l'art byzantin, la peinture nubienne honore les dignitaires sur les murs de ses édifices religieux. ces dignitaires sont les évêques, les rois et les reines mères. La plus ancienne peinture connue de ce type date du IXe siècle, elle est située dans la cathédrale de Faras. Les dignitaires sont majoritairement présentés sous la protection de la Trinité, du Christ, de la Vierge Marie, d'un Archange ou d'un saint. Dans sa première version la peinture du roi était située dans le naos (nef), ultérieurement, le dignitaire devient un personnage central dans l'abside, témoignant ainsi de son autorité et de sa protection céleste. Cette présence du roi dans l'abside perdurera jusque XIVe siècle.
Dans certains portraits de rois accompagnés de leur "protecteur", Mierzejewska voit plutôt une notion d'investiture plutôt qu'une protection.
A Dongola, le dignitaire est sous la protection d'un Archange et entouré des apôtres. Dans le haut lieu de pèlerinage de Banganarti (le Raphaelion), le roi apparait sous la protection de l'Archange Raphaël dans l'abside de chacune des sept chapelles. Dans cet édifice, les chercheurs ont constaté que du XIe au XIIIe siècle, le portrait du roi précédent était effacé et remplacé par son successeur, probablement à son décès.
La nef de la cathédrale de Faras contient plusieurs représentations de Reines mères, elles tiennent une place importante dans la hiérarchie nubienne où le futur roi est le fils de la sœur du roi régnant. Associées à Sainte Anne et à la Vierge Marie dans les programmes iconographiques, les Reines mères sont elles aussi protégées des cieux (exemple : La reine Martha sous la protection de la Vierge à l’Enfant, Faras, fin Xe siècle)

Autres dignitaires, l'éparque de Nobatie, véritable vice-roi, est honoré, au même titre que le Roi ou la Reine mère et les évêques ont leur portrait dans leur cathédrale respective. 

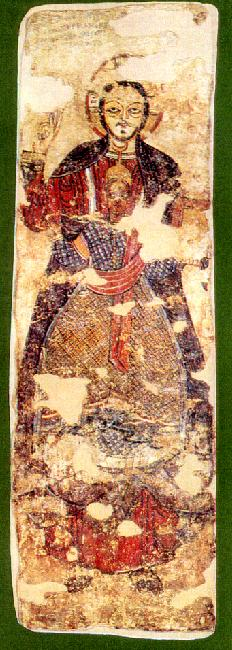
Éparque protégé par le Christ (XIIe siècle, Faras)
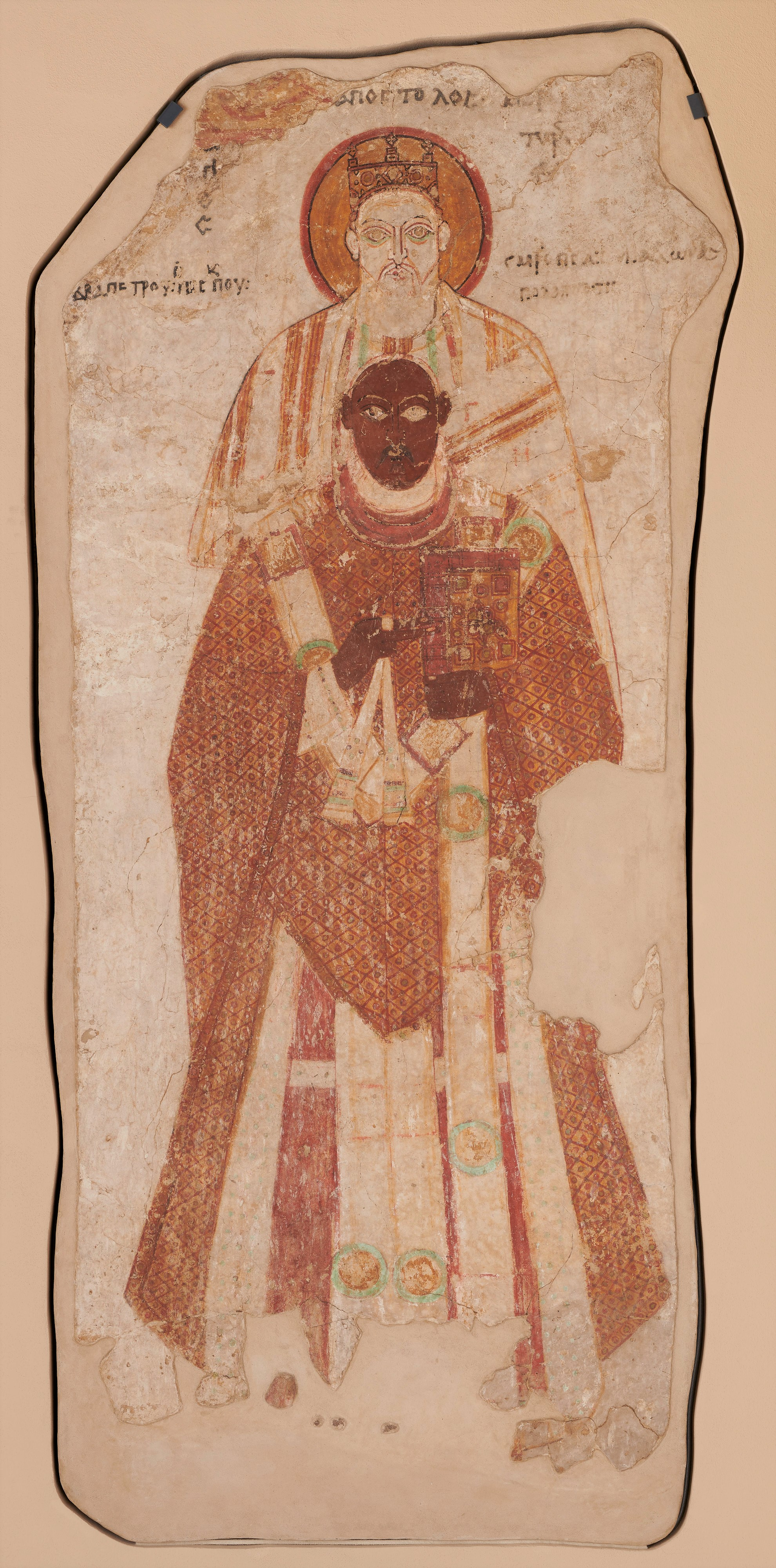
Evêque Petros protégé par Saint-Pierre (Xe siècle, Faras)
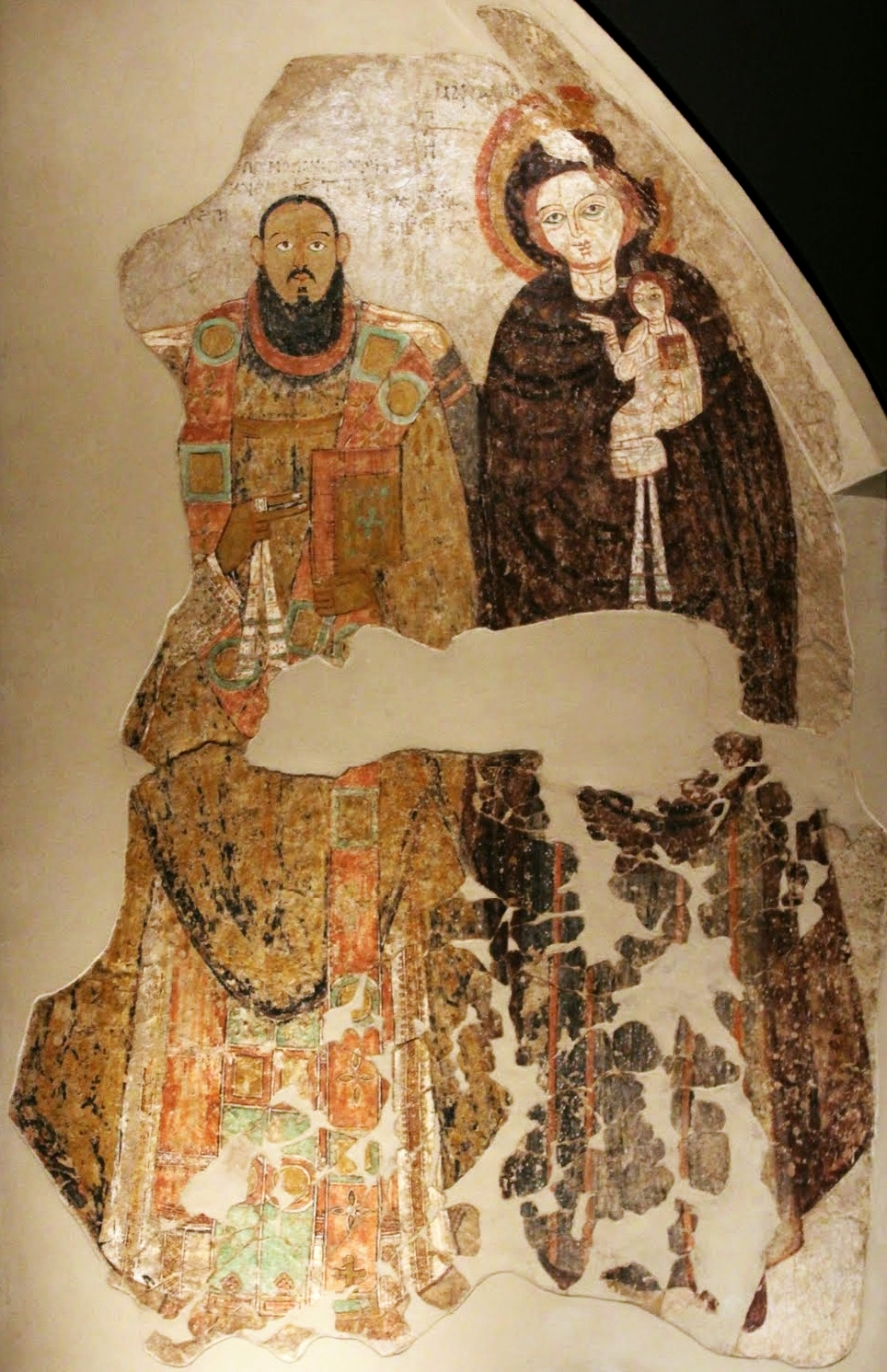
Vierge à l'enfant et évêque Marianos (XIe siècle, Faras)

### Les scènes
Le corpus des peintures murales comporte peu de scènes narratives :
- le baptême du Christ par Saint Jean-Baptiste (monastère Kom-H d'Old Dongola, XIIe ou XIIIe siècle) ;
- la nativité qui apparait plus de dix fois dans les églises étudiées[32] (Sonqi Tino ;  monastère KOM-H d'Old Dongola, Xe siècle,  ; Faras, Xe siècle[8], ...) ;
- le Christ consacrant le vin (Sonqi Tino, Xe ou XIe siècle ; Faras, Xe siècle ; monastère KOM-H d'Old Dongola, XIe ou XIIe siècle)[32] ;
- le cycle de la Passion dans la cathédrale de Faras, dont une scène de crucifixion avec les larrons et des soldats romains[8] (Faras, fin Xe siècle)[8] ;
- la descente du Christ aux enfers (Faras, Xe siècle)[9],[33] ;
- les trois jeunes hébreux dans la fournaise (sonqi Tino ; monastère KOM-H d'Old Dongola, XIIe siècle,  ; Faras, Xe siècle[8]) ;
- histoire de Tobias[8] (Old Dongola, XIIe ou XIIIe siècle) ;
- scène de danse[8] (Old Dongola, XIIe ou XIIIe siècle) où apparaitrait un caractère africain plus marqué[8].

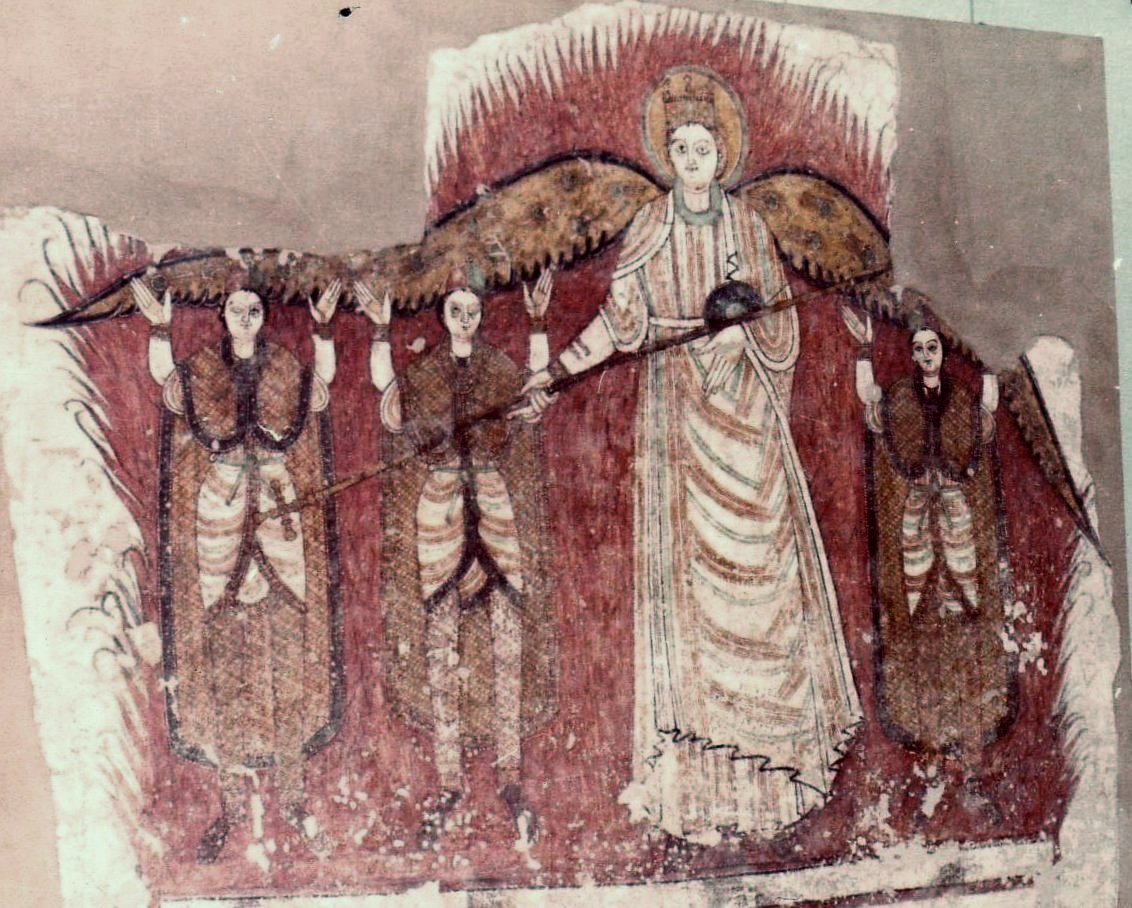
Trois jeunes hébreux dans la fournaise (Xe siècle, Faras) Musée de Khartoum
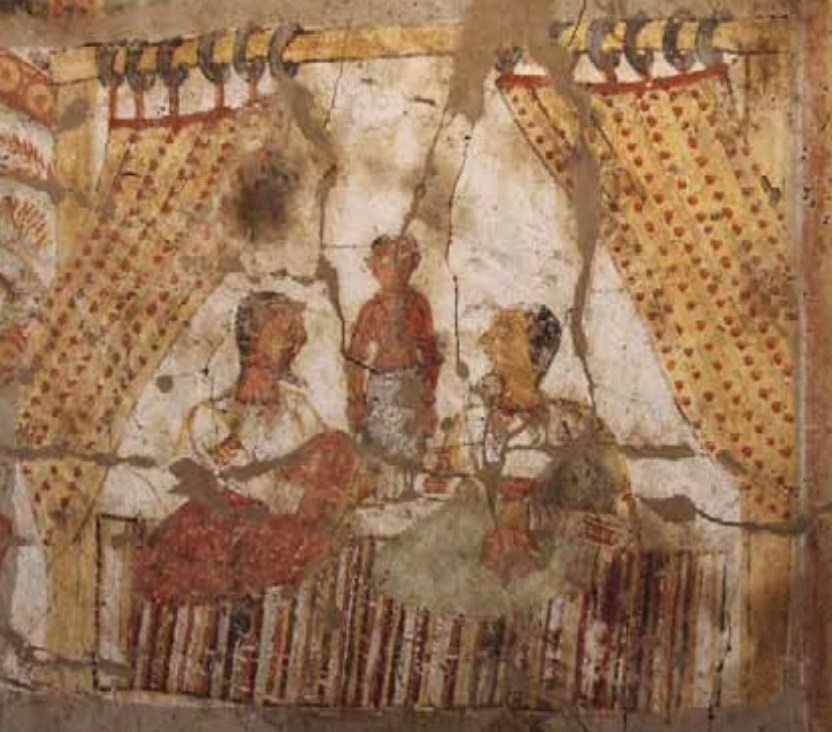
Episode du Livre de Tobias (XIIe siècle, Old Dongola)

## Programme iconographique
La plupart des églises nubiennes comportent 9 espaces :
- 3 espaces à l'est, les deux sacristies (prothesis au nord et diakonikon au sud) encadrant l'abside centrale qui contient le sanctuaire (haikal)
- 3 espaces au centre, la nef (Naos) et les deux bas côtés au nord et au sud,
- 3 espaces à l'ouest, un prolongement de la nef au centre ouvrant sur deux pièces nord et sud, la pièce du sud contenant souvent un escalier permettant d'accéder au toit.

Dobrochna Zielinska a étudié la répartition des peintures dans ces différents espaces.
Le  diakonikon est réservé au clergé et comporte généralement des portraits d'évêques et de Saint-Étienne. Utilisé également comme baptistère, le baptême du Christ peut y être représenté.
Le prothesis est utilisé pour préparer l'Eucharistie, le portrait du Christ bénissant un calice y est parfois présent.
Au centre (haikal), le Christ ou la Vierge Marie sont glorifiés dans l'abside, parfois entourés d'apôtres (Faras, Abdallah n Irqi).
Au monastère Kom-H d'Old Dongola, le mur nord du haikal est orné de la Nativité, le mur sud des trois jeunes Hébreux dans la fournaise.
Dans l'église d'Abdallah n Irqi, les dignitaires sont honorés sur le mur nord du bas côté nord, alors que le mur sud du bas côté sud est plutôt occupé par des portraits de saints.
Dans l'église de Sonqi Tino :
- l'abside présente le Christ dans une mandorle entouré des quatre évangélistes en partie centrale, et les apôtres sur les côtés (composition analogue à celle rencontrée dans l'église d'Abd el Gadir) ;
- dans le prothesis, le Christ bénit le vin (cette scène existe également à Faras et au monastère Kom-H d'Old Dongola à des emplacements proches ou identiques) ;
- les portraits de Saint Jean-Baptiste et de Saint-Étienne ornent les murs du diakonikon (référence au baptême);
- la partie ouest du Naos est occupée par des portraits de rois (programme officiel des dignitaires)
- la partie est étant plutôt ornée de scènes liturgiques (Nativité, Archanges, Trinité et croix avec Christ et tétramorphe dite Maiestas Crucis)

## Styles
Les chercheurs ont longtemps pensé que Faras était le centre artistique d'où rayonnaient les styles successifs vers d'autres sites, ils considèrent maintenant, à la suite des fouilles récentes, qu'Old Dongola était le centre culturel qui influençait la production artistique de toute la Makurie. 
Les peintures de la cathédrale de Faras ont néanmoins permis de définir une chronologie des styles nubiens. En effet les peintures murales de Faras sont superposées sur quatre couches successives, la plus profonde et plus ancienne datant du VIIIe siècle.
La datation des différentes couches a été évaluée par  Michałowski qui était chargé des fouilles de la cathédrale de Faras : 
- la première couche est datée du VIIIe au IXe siècle, elle correspond au style violet, fortement influencé par l'art de l'Alexandrie hellenistique ;
- le style blanc, daté du  IXe au Xe siècle, serait à rapprocher de l'art syro-palestinien dont il s'inspire ;
- le style rouge-jaune, pour l'ensemble du Xe siècle ;

- le style multicolore du  XIe au XIIe siècle, est spécifiquement nubien, mais néanmoins influencé par l'art byzantin selon certains auteurs.

En 1982, Małgorzata Martens-Czarnecka propose de décomposer le style multicolore en plusieurs étapes : 
- multicolore I, la multiplication des couleurs commence à se manifester ;
- multicolore II et III, l'utilisation de motifs de décoration est beaucoup plus importante ;
- multicolore tardif, la qualité artistique des œuvres décline.

Plusieurs traits de la peinture nubienne témoignent de l'influence qu'eut Byzance sur son expression : personnages représentés de face, grands yeux, tracés fins du nez et de la bouche, corps allongés dissimulés sous d'amples vêtements, contours marqués des personnages. 
Małgorzata Martens-Czarnecka décèle plus particulièrement une influence de la période byzantine Comnène dans certaines peintures d'Old Dongola au style plus fouillé (histoire de Tobias et scène de danse). 
Par rapport aux peintures coptes ou éthiopiennes les spécificités de l'art nubien sont les visages arrondis, les corps allongés et quasiment exclusivement vus de face, les yeux relativement grands, les aplats des couleurs, l'absence de perspective et l'aspect souvent schématique des peintures. 

## Conservation
Après les fouilles liées au programme de l'Unesco, une partie des peintures de la cathédrale de Faras a été confiée au Musée de Varsovie, l'autre partie étant conservée au Musée National du Soudan à Khartoum. Les peintures de Sonqi Tino ont été partagées entre les musées de Turin et de Khartoum. Ce dernier contient également des peintures provenant de Kulubnarti, Meinarti, d'Abd el Gadir, de Dongola et d'Hambukol. Quelques éléments en provenance de Abdallah-n Irqi sont préservés à Leiden et à Budapest. A vienne ce sont des vestiges provenant de Naq es-Sheima.